# Der Usedom-Krimi: Strandgut

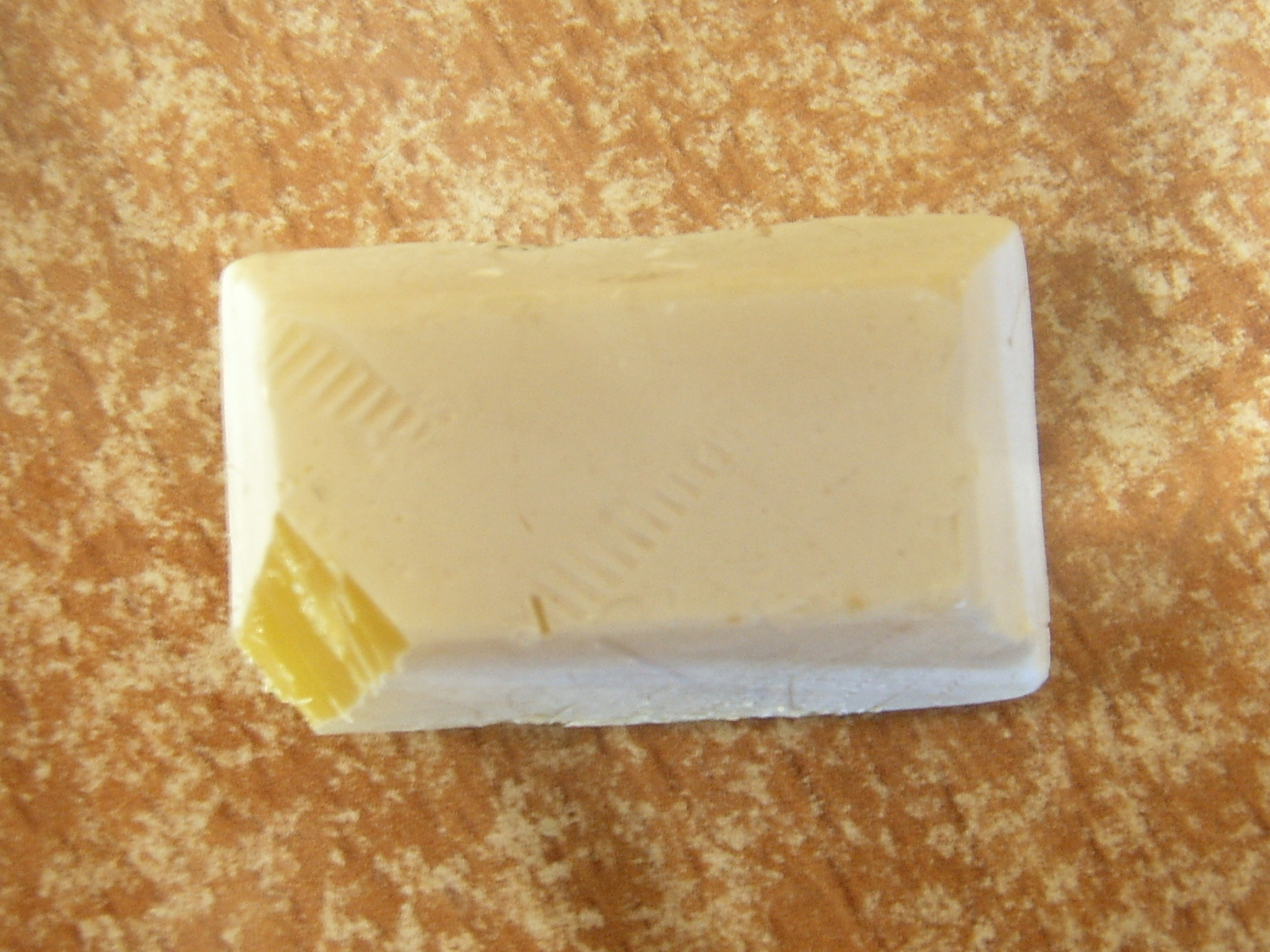
Weißer Phosphor: Gefährliches Strandgut an Usedoms Stränden

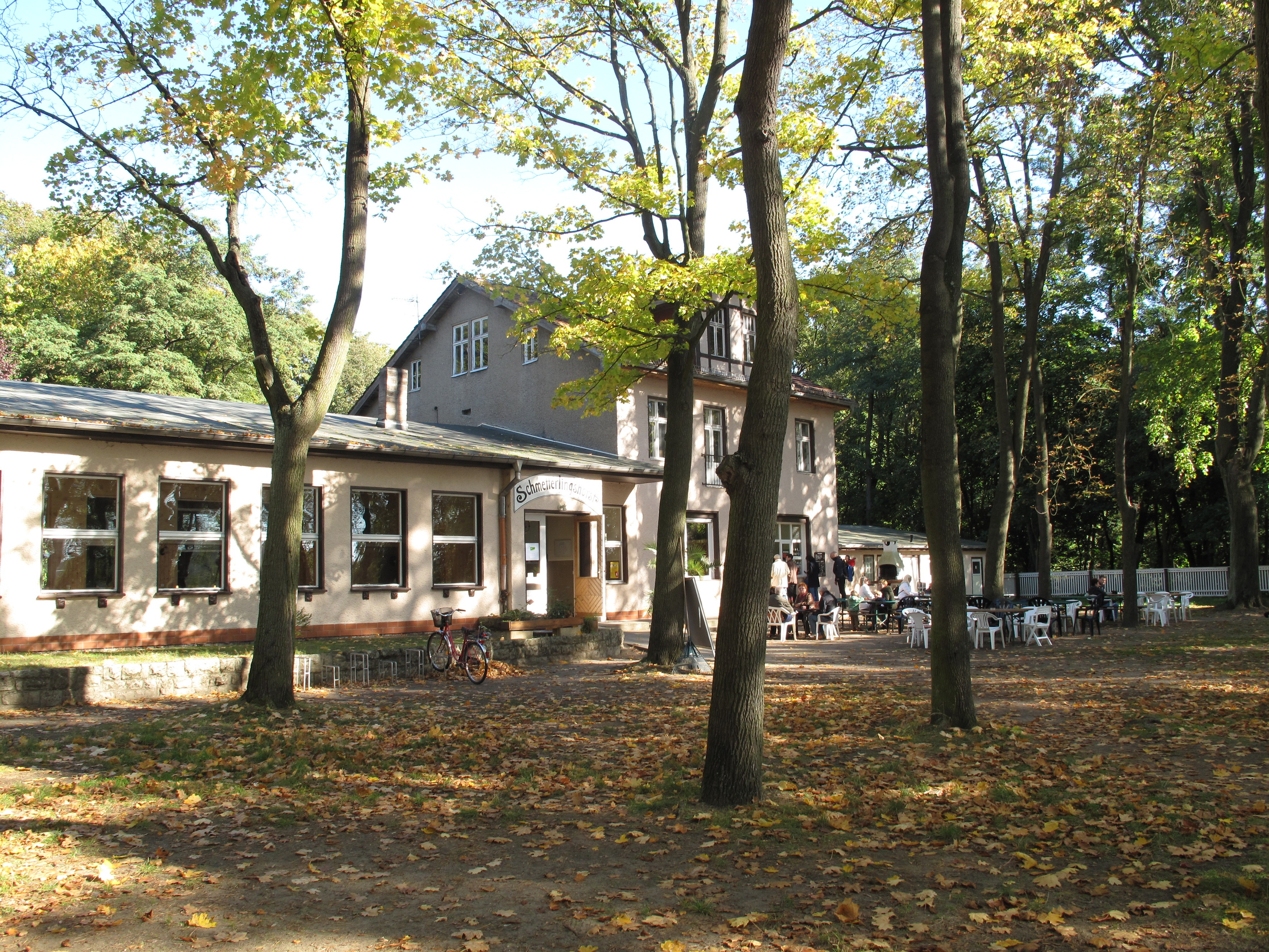
Aufnahmen fanden auch in Berlin statt (Drehort: Schmetterlingshorst)

Strandgut ist die 9. Folge der Kriminalfilmreihe Der Usedom-Krimi. Die Folge wurde am 7. November 2019 im Ersten erstgesendet.

## Handlung
Der stark alkoholisierte Raik Harms gerät abends in einer Bar mit drei dänischen Arbeitern in Streit und verletzt einen von ihnen mit einem Messer. Auf der Polizeiwache zieht Brendel anschließend wegen der Sprachbarrieren Ellen Norgaard hinzu. Einer der Dänen erkennt Ellen und informiert jemanden über sein Handy. Am nächsten Morgen wird am Strand in Heringsdorf eine Wachsleiche ans Ostseeufer gespült und Ellen hat zunächst das Gefühl, es könnte sich dabei um ihre seit Jahren verschwundene Mutter handeln. Raik bittet am gleichen Morgen Karin um Hilfe, da er bei einer Verurteilung seine Sprengmittelbergungsfirma dichtmachen müsste, was ihn ruinieren würde. Als alleinerziehender Vater seiner Tochter Ada ist er auf den Verdienst angewiesen, zumal ihm die Dänen gerade einen lukrativen Auftrag zur Bergung von Phosphorgranaten weggeschnappt haben. Karin sucht die Dänen auf, um eine außergerichtliche Lösung anzustreben. Dabei entdeckt sie, dass von den Dänen gar keine Phosphorgranaten geborgen werden, sondern deutsche Sprenggranaten. Karin stößt so bei ihren Ermittlungen auf einen internationalen Waffenhändlerring, doch Staatsanwalt Brunner möchte davon nichts wissen.
Die Wachsleiche kann aufgrund eines Zahnabgleichs mit auf Usedom vermissten Personen als Maren Evers identifiziert werden, eine Psychotherapeutin, die noch nicht lange auf Usedom lebte. Evers soll einen Liebhaber gehabt haben und war schon einmal wegen einer Affäre mit einem Patienten innerhalb Deutschlands umgezogen, sodass es nach ihrem Verschwinden keinen besonderen Anlass für weitere Nachforschungen gab. Ellen findet bei Evers’ früherer Vermieterin noch die Behandlungsakten vor und erfährt dadurch, dass Raiks verhaltensauffällige Tochter Ada, aber auch Staatsanwalt Brunner bei der Therapeutin in Behandlung waren. Während ihrer Ermittlungen bekommt Ellen ungebetenen Besuch von ihrem kriminellen Exfreund Storm Nielsen, der von dem Dänen informiert worden war. Sie ist bezüglich ihrer Gefühle zu ihm zwiegespalten, hat sie doch damals ein Indiz zu seinem Schutz verschwinden lassen. Auch lassen Karins Berichte erahnen, dass er aktuell wieder in schmutzige Geschäfte verwickelt ist.
Indizien deuten darauf hin, dass Raik in die Beseitigung von Maren Evers verwickelt ist. Bei seiner Verhaftung läuft Ada davon. Im Verhör stellt sich heraus, dass Ada die Nachricht vom geplanten Weggang ihrer Therapeutin stark zugesetzt hat, aus Angst wieder verlassen zu werden. Daraufhin hat Ada ihrer Therapeutin einen Bernstein geschenkt, der in Wirklichkeit weißer Phosphor war. Dieser habe sich in Evers’ Hand gebrannt, sie sei in diesem Moment weggekippt und unglücklich gestürzt. Eine Suche nach Ada beginnt. Karin gelingt es schließlich, Ada aus einer brennenden Hütte zu retten, nachdem Ada den in ihrer Puppe versteckten Phosphor entzündet hat.
Bei einer Razzia im Hafen von Swinemünde gelingt es der Polizei, Mitglieder des internationalen Waffenhändlerrings festzunehmen. Darunter sind auch die dänischen Arbeiter sowie Ellens Exfreund Storm.

## Produktion
Strandgut wurde vom 19. Februar 2019 bis zum 20. März 2019 auf der Ostseeinsel Usedom und in Berlin gedreht. Die Gaststätte Schmetterlingshorst, gegenüber dem Strandbad Grünau bei Berlin am Nordufer des Langen Sees, war einer der Drehorte dieser Folge.
Im Film spielt weißer Phosphor als Strandgut eine wichtige Rolle. Dies ist die flüchtigste und reaktivste Modifikation des Phosphors und kann leicht mit Bernstein verwechselt werden. Vor allem in Mecklenburg-Vorpommern wird weißer Phosphor bei Sturmwindlagen in Brockenform an die Strände gespült. Im August 1943 wurden von der Royal Air Force phosphorhaltige Brandbomben abgeworfen, die ihre eigentlichen Ziele verfehlten und in großer Stückzahl in küstennahe Bereiche der Ostsee fielen. Wird weißer Phosphor gefunden und beispielsweise in die Hosentasche gesteckt, entzündet er sich im trockenen Zustand von selbst und kann schwere Verbrennungen auslösen.

## Rezeption

### Kritiken
Rainer Tittelbach vergibt in seiner Filmbesprechung auf tittelbach.tv 4,5 von 6 möglichen Punkten. Er schreibt: „Mehr noch als in früheren Episoden kommt der Zuschauer bei diesem Film in den Genuss, die Geschichte(n) selbst lesen zu können. Er kann den Bildern, den Blicken, den Dialogen folgen – und sich von Minute zu Minute mehr selbst einen Reim auf alles machen. Dadurch, dass sowohl die kühle dänische Kommissarin als auch die Ex-Staatsanwältin jeder für sich in einem der beiden Fälle „ermittelt“, und sie sich wenig austauschen, weiß der Zuschauer ohnehin mehr als die beiden. Nicht selten werden drei, vier Handlungsstränge parallel erzählt – was allerdings bei dem ruhigen, entspannten, von Landschaft, Jahreszeit und dem Tempo des Insellebens geprägten Erzählrhythmus auch ältere Zuschauer nicht vor Probleme stellen dürfte.“ Optisch habe der Film einiges zu bieten, wobei „[…] besonders beeindruckend ist, wie die kleine, einsame Ada sich ein märchenhaftes Refugium schafft und wie sie sich in ein Phantasie-Gewand aus Treibgut hüllt.“

### Einschaltquoten
Die Erstausstrahlung von Strandgut am 7. November 2019 sahen in Deutschland 5,38 Millionen Zuschauer, was mit 18 % Marktanteil zum ungefährdeten Tagessieg reichte.